# Каминате (Пезаро и Урбино)
Каминате је насеље у Италији у округу Пезаро и Урбино, региону Марке.
Према процени из 2011. у насељу је живело 269 становника. Насеље се налази на надморској висини од 89 м.